# إرنست ألبرشت (سياسي)
إرنست ألبرشت هو سياسي ألماني، ولد في 28 يوليو 1914 في غرايفسفالد في ألمانيا، وتوفي في 1 ديسمبر 1991 في شلسفيغ في ألمانيا. نشط حزبياً في الاتحاد الديمقراطي المسيحي. وقد انتخب عضو برلمان هامبورغ ‏ وانتخب عضو في البوندستاغ الألماني خلال فترته النيابية ‏ (11 مايو 1956 – 6 أكتوبر 1957).